# فرید الاطرش
فرید الاطرش (به عربی: فريد الأطرش)، (زاده ۱۹ اکتبر ۱۹۱۰ – درگذشته ۲۶ دسامبر ۱۹۷۴) آهنگ‌ساز، خواننده، عودنواز و هنرپیشه مصری با اصلیت سوری بود.
او در ۹ سالگی به همراه مادر و خواهر و براد خردسالش به مصر مهاجرت کرد و طی بیش از چهل سال فعالیت هنری ۵۰۰ آهنگ ضبط کرد و در ۳۱ فیلم بازی کرد. او را «پادشاه عودنوازان» می‌نامیدند.
فرید برادر اسمهان خواننده معروف عرب است.

## زندگی
وی در سال ۱۹۱۰ در سویدا یکی از شهرهای کشور سوریه در رشته کوه‌های دروز به دنیا آمد. فرید متعلق به آل الاطرش بود. پدرش امیر فهد سه بار ازدواج کرده بود که فرید فرزند زن دوم او بود. مادر فرید پس از به دنیا آوردن سه فرزند به نام‌های فرید فؤاد و آمال، از شوهرش جدا و با فرزندانش راهی قاهره شد.
فرید دوران ابتدایی را در مدرسه فرانسوی «آلفرد» قاهره شروع کرد ولی پیش از گرفتن گواهینامه ابتدایی به دلیل علاقه اش به هنر از آن‌جا بیرون آمد و مادرش، وی را به مدرسه کاتولیکی روم برد تا در بخش رایگان تحصیل کند. به خاطر اینکه نگویند یکی از فرزندان آل الاطرش رایگان درس می‌خواند، تحت عنوان «فرید قوسه» در این مدرسه ثبت نام کرد. بعد از تمام کردن دوران ابتدایی، مدرسه را رها کرد و به عنوان تبلیغات چی در محله‌های بلاچی مشغول به کار شد. در همین زمان در مرکز موسیقی هم درس می‌خواند. بعد از مدتی به عنوان نوازنده عود به گروه «بدیعه مصابنی» پیوست.
فرید الاطرش نواختن عود را از دستان معجزه گر «ریاض السنباطی» و آواز را به همراه خواهرش اسمهان، از «فرید الغضن»، موسیقیدان معروف لبنانی آموخت.
الاطرش پس از اینکه نامش به عنوان خواننده‌ای خوش آواز بر سر زبان‌ها افتاد، به همراه «سامیه جمال» چون زوجی هنرمند شروع به کار کردند و در ۶ فیلم به شکل مشترک کار کردند. این دو در تمام دهه پنجاه میلادی با یکدیگر فعالیت داشتند. این دو نه تنها در فیلم‌ها به بازی نقش‌های عاشقانه پرداختند بلکه در زندگی واقعی نیز به هم عشق می‌ورزیدند. اما فرید به دلیل موقعیت اجتماعی خود حاضر به ازدواج با سامیه نشد او معتقد بود که ازدواج استعداد هنرمند را می‌کشد و هرگز ازدواج نکرد.
در مجموع فرید الاطرش در ۳۱ فیلم موزیکال به عنوان بازیگر و خواننده فعالیت داشت.

## درگذشت
او در ۳۰ سال آخر حیاتش از بیماری قلبی رنج می‌برد. در سال‌های آخر عمر لاغرتر شده بود و از کیفیت صدایش نیز کاسته شده بود ولی تا لحظه مرگ دست از تلاش برنمی‌داشت و همچنان کنسرت می‌داد و فیلم می‌ساخت. سر انجام در ۲۶ دسامبر ۱۹۷۴ در بیمارستانی در بیروت جان سپرد و پیکر او در قاهره نزد خواهر و برادرش به خاک سپرده شد.